# کالیمین
کالیمین (انگلیسی: Calymmian) نخستین دوره از دوران پیشین‌زیستی میانه است که از ۱۶۰۰ تا ۱۴۰۰ میلیون سال پیش به طول انجامیده است. سن این دوره به‌جای استفاده از چینه‌شناسی به صورت گاه‌سنجی محاسبه شده است.
این دوره با گسترش پوشش فلات قاره‌ای با فلات قاره جدید شناخته می‌شود.
ابرقاره کلمبیا در دروه کالیمین و در حدود ۱۵۰۰ میلیون سال پیش شکسته و به قطعاتی کوچک‌تر شد.